# Desmogomphus tigrivensis
Desmogomphus tigrivensis är en trollsländeart som beskrevs av Williamson 1920. Desmogomphus tigrivensis ingår i släktet Desmogomphus och familjen flodtrollsländor. Inga underarter finns listade i Catalogue of Life.